# Никола Астарджиев
Никола Мойнов Астарджиев е български национал-революционер и опълченец-поборник, печатар, фолклорист.

## Биография
Никола Астарджиев е роден през 1850 г. в Ловеч. Учи печатарство в турското училище в Русе, Емигрира в Румъния и работи в печатарницата на Любен Каравелов. През 1873 г. е печатар при Христо Г. Данов и Янко С. Ковачев във Виена. Завръща се в Румъния и работи в печатарницата на Христо Ботев / Букурещ /. Участва в Априлското въстание (1876). Четник в Ботевата чета. Заловен и затворен в София. Освободен през 1877 г.
Участва в Руско-турската война (1877-1878). Записва се в Българското опълчение. Проявява се в битките при Стара Загора и връх Шипка.
След Освобождението е словослагател в Пловдив и Държавната печатница в София.
Временен сътрудник на в. "Независимост (1873). Събирач на фолклор. Издава с Г.Х.Н. Лачоглу първа част на „Сборник от разни народни приказки и песни, 1870“.